# Smutsia
A Smutsia az emlősök (Mammalia) osztályának tobzoskák (Pholidota) rendjébe, ezen belül a tobzoskafélék (Manidae) családjába tartozó nem.

## Tudnivalók
Korábban a Smutsia-fajokat a Manis tobzoskanembe sorolták be. Azóta elnyerték az önálló nembeli besorolásukat. A rokon Phataginusszal együtt, az élő afrikai tobzoskákat képviselik. Az egykori nemük, manapság Ázsia területére szorult vissza.

## Rendszerezés
A nembe az alábbi 2 élő faj tartozik:
- óriás tobzoska (Smutsia gigantea) (Illiger, 1815)[2]
- tömpefarkú tobzoska (Smutsia temminckii) (Smuts, 1832)[3]

## Fordítás
- Ez a szócikk részben vagy egészben  a   Smutsia című angol Wikipédia-szócikk ezen változatának fordításán alapul.  Az eredeti cikk szerkesztőit annak laptörténete sorolja fel. Ez a jelzés csupán a megfogalmazás eredetét és a szerzői jogokat jelzi, nem szolgál a cikkben szereplő információk forrásmegjelöléseként.
- Ez a szócikk részben vagy egészben  a   Pangolin#Taxonomy című angol Wikipédia-szócikk ezen változatának fordításán alapul.  Az eredeti cikk szerkesztőit annak laptörténete sorolja fel. Ez a jelzés csupán a megfogalmazás eredetét és a szerzői jogokat jelzi, nem szolgál a cikkben szereplő információk forrásmegjelöléseként.